# Khoy Airport
Khoy Airport (persiska: فرودگاه خوی, Forūdgāh-e Khvoy) är en flygplats i Iran. Den ligger i den nordvästra delen av landet, 600 km nordväst om huvudstaden Teheran. Khoy Airport ligger 1 213 meter över havet.
Terrängen runt Khoy Airport är platt åt nordväst, men åt sydost är den kuperad. Terrängen runt Khoy Airport sluttar norrut.Runt Khoy Airport är det ganska tätbefolkat, med 75 invånare per kvadratkilometer. Närmaste större samhälle är Khoy, 13,8 km norr om Khoy Airport. Trakten runt Khoy Airport består i huvudsak av gräsmarker.